# Сальтационизм
Сальтационизм (от лат. saltus «скачок») — группа эволюционных теорий, согласно которым видообразование происходит очень быстро — в течение нескольких поколений. Процесс связан с появлением новых особей, резко отличающихся и репродуктивно изолированных от представителей родительского вида.
Сальтационизм менее разработан, чем синтетическая теория эволюции (СТЭ), но позволяет объяснить явления, с которыми у последней могут возникать трудности; в частности:
- неполнота палеонтологической летописи — отсутствие непрерывных рядов переходных ископаемых форм между видами и надвидовыми таксонами;
- ожидаемое резкое снижение конкуренто- и жизнеспособности у переходных форм по сравнению с исходным видом.

Одним из проблемных мест в сальтационных теориях является сложность поиска половых партнёров для единичных представителей нового вида, так как формируется репродуктивная изоляция с родительским видом.

## История
Первые научные представления, сходные с сальтационизмом, были сформулированы Хуго де Фризом в 1901 году. Изучая наследование признаков у ослинника Oenothera lamarckiana, Хуго де Фриз наблюдал появление новых форм, морфологически резко отличающихся от родительских. На основании полученных результатов он сформулировал мутационную теорию, основным положением которой была внезапность появления новых, ранее не существующих видов в ходе единичных мутационных событий. Однако дальнейшие исследования показали, что выбранный модельный объект полиморфен по хромосомным перестройкам и новые формы соответствуют лишь новым комбинациям этих перестроек и не являются видами.
В середине XX века Гольдшмидтом было сформулировано представление о системной мутации — особом типе мутации, приводящем к появлению особей, резко морфологически отличающихся от исходных форм и могущих дать начало новым видам.
С конца 1980-х годов сальтационизм достаточно продуктивно развивается В. Н. Стегнием. По представлениям В. Н. Стегния, системные мутации как необходимый материал для эволюции представляют собой устойчивые изменения ориентации хромосом в ядрах генеративной и других тканях. Такие изменения в ориентации хромосом меняют регуляцию активности генов всего генома, приводя к физиологическим изменениям и репродуктивной изоляции новых форм от исходного вида.
По ряду представлений других сторонников сальтационизма, системные мутации связаны с изменением особых консервативных участков генома, ответственных за регуляцию морфогенеза.